# ヴィルヘルム (ヴェルレ領主)
ヴィルヘルム・フォン・ヴェルレ（Wilhelm von Werle, 1393/4年 - 1436年9月8日）は、ヴェルレ領主（共同統治：1418年 - 1425年、単独統治：1425年 - 1436年）、ヴェンデン侯（在位：1426年 - 1436年）。ヴェルレ＝ギュストロー領主ローレンツとマティルデ・フォン・ヴェルレ＝ゴルトベルクの息子。

## 生涯
1393年または1394年に父ローレンツが死去した後、ヴィルヘルムの兄バルタザールがヴェルレ＝ギュストローを単独で統治し、1418年以降はヴィルヘルムと共同で統治した。1421年4月5日に兄バルタザールが亡くなると、ヴィルヘルムはヴェルレ＝ギュストローの唯一の統治者となった。さらに1425年にヴェルレ＝ヴァーレン領主クリストフが亡くなると、ヴィルヘルムはヴェルレ全領土の単独の統治者となった。1426年以降、ヴィルヘルムは自ら「ヴェンデン侯、ギュストロー、ヴァーレンおよびヴェルレの領主」と称した。

## 結婚
ヴィルヘルムは1422年にアンナ・フォン・アンハルト＝ケーテン（アンハルト＝ケーテン侯アルブレヒト4世の娘）と最初に結婚したが、アンナは1426年に亡くなった。その後、ポメラニア公バルニム8世の妹であるゾフィー・フォン・ポンメルンと結婚した。ゾフィーとの間には、メクレンブルク＝シュタルガルト公ウルリヒ2世と結婚したカタリーナという娘をもうけた。ヴィルヘルムの親族の同意を得て、カタリーナの伯父バルニム7世はバルト、ツィングシュト、ダムガルテンの領土をカタリーナの持参金のために20,000ギルダーで抵当に入れた。
ヴィルヘルムの死によりヴェルレ系メクレンブルク家の男系は断絶し、ヴェルレ領はメクレンブルク公家に返還された。その後、メクレンブルクの統治者は1918年にドイツの君主制が廃止されるまで「ヴェンデン侯」の称号を使い続けた。